# سیلویو باگلینی
سیلویو باگلینی  (ایتالیایی: Silvio Bagolini؛ زاده ۴ اوت ۱۹۱۴-درگذشته ۲۶ سپتامبر ۱۹۷۶) بازیگر ایتالیایی بود.
از فیلم‌های معروف او می‌توان به بازی در من، من، من… و دیگران، شب‌های پرحرارت پوپیا، تعطیلات با یک گانگستر، شام دلقک، زن، سکس و سوپرمن، آریزونا کلت بازمی‌گردد و چه شریرند مردان! اشاره کرد.
Sex